# Vierendeelbrug

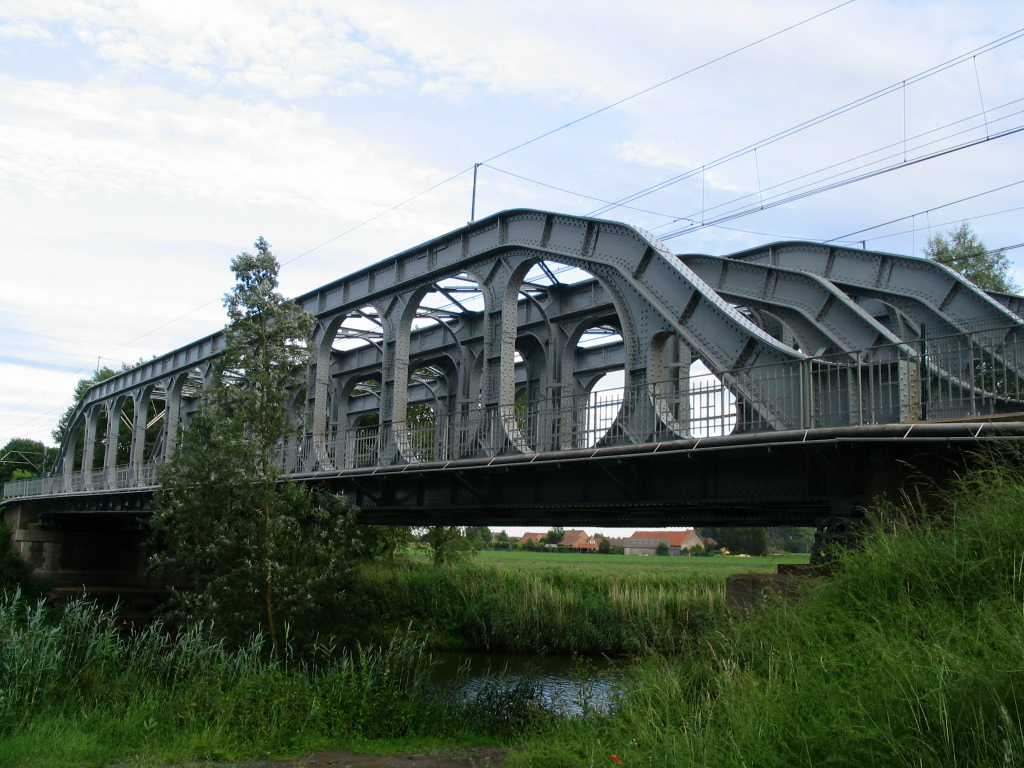
Vierendeelbrug in het Belgische Grammene

De vierendeelbrug is een variant van de vakwerkbrug. Deze bruggen hebben een zogenaamd vierendeelvakwerk of vierendeelligger dat bestaat uit een onder- en bovenrand waartussen de verticale stijlen buigvast zijn verbonden, de gebruikelijke diagonale verbindingen ontbreken in dit type ligger. Het principe van het vierendeelvakwerk werd in 1896 door de Belg Arthur Vierendeel ontwikkeld.
De verbindingen tussen de verticale elementen en de horizontale liggers zijn stijve verbindingen en zijn zwaarder uitgevoerd. Het voordeel is dat er minder materiaal dient gebruikt te worden, maar het nadeel is dat de elementen een zwaardere buigingskracht dienen te weerstaan.

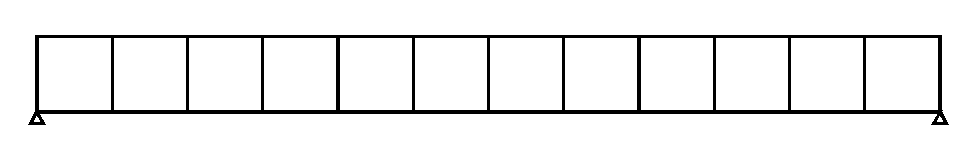
vakwerk voor een vierendeelbrug

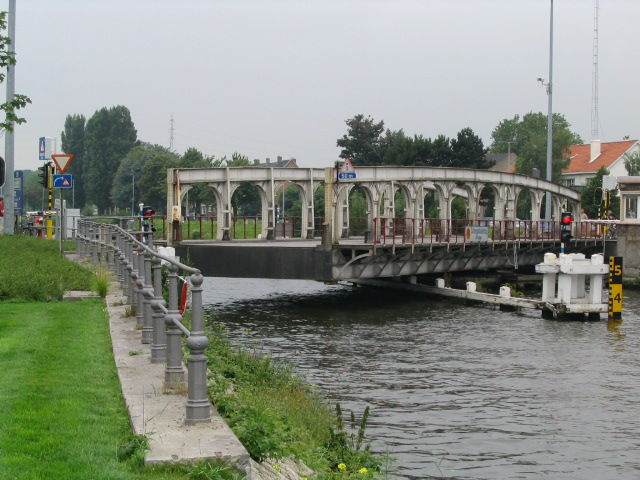
De voormalige Scheepsdalebrug in Brugge

De eerste brug volgens deze variant, de zogenaamde Brug van de Waterhoek, werd tussen 1902 en 1904 door Vierendeel over de Schelde gebouwd. Deze brug verzorgde de verbinding tussen Avelgem en Ruien. In België werd dit type brug veel als spoorwegbrug gebouwd. Bij de aanleg van het Albertkanaal op het einde van de jaren 30 werd de vierendeelbrug veel gebouwd als verbinding over het kanaal, zowel voor het autoverkeer als voor het spoorverkeer.

## Instorting brug
In 1938 stortte te Hasselt een pas gebouwde vierendeelbrug over het Albertkanaal in, ze werd in 1940 vervangen door een nieuwe vierendeelbrug die dienst zou blijven doen tot in 1982.

## Sloop
De meeste vierendeelbruggen werden gedurende een van de twee wereldoorlogen vernietigd. De oudste brug van dit type was tot de sloop in 2009 de Scheepsdalebrug in Brugge.